# Magda Tagliaferro
Pour les articles homonymes, voir Tagliaferro.
Magda Tagliaferro, née le 19 janvier 1893 à Petrópolis (Brésil) et morte à Rio de Janeiro le 9 septembre 1986, est une pianiste franco-brésilienne. Elle avait les deux nationalités.

## Biographie
Madeleine Tagliaferro est née au Brésil. Ses deux parents étaient français ; son père, compositeur, enseignait le chant et le piano. Entrée au Conservatoire national de musique et de déclamation, dans la classe d'Antonin Marmontel, en 1906, elle obtient son premier prix en 1907. Elle a impressionné Albéniz, qui faisait partie du jury, ainsi qu'Alfred Cortot qui la prit comme élève dans la classe féminine de piano supérieur. Elle part en tournée avec Gabriel Fauré, joue avec le Quatuor Capet. Tout en continuant sa carrière internationale extrêmement brillante, cette « interprète de légende » est nommée professeur au Conservatoire national de musique et d'art dramatique de 1937 à 1939. En 1939 elle part pour les États-Unis pour promouvoir la musique française. Elle séjourne à Rio de Janeiro pendant les années de guerre où elle enseigne et donne de nombreux concerts. De retour en France elle donne des cours publics à partir de 1956. En octobre 1979, elle donne un récital au Carnegie Hall à la suite d'un article du critique Harold Schonberg dans le New York Times.
En plus de sa carrière de soliste, elle a accompagné Jacques Thibaud, Jules Boucherit, Pablo Casals et beaucoup d'autres artistes. Elle a aussi joué en duo avec Edouard Risler, Gabriel Fauré, Cortot et Daniel Varsano.
Parmi les très nombreux chefs avec qui elle a joué figurent Wilhelm Furtwängler, Ernest Ansermet, Charles Münch, Pierre Monteux, Paul Paray, Igor Markevitch, Villa-Lobos et Reynaldo Hahn, qui lui a dédié son concerto pour piano. Elle le présenta à Paris en 1931, et l'enregistra sous la direction du compositeur pour Pathé en 1937. Heitor Villa-Lobos écrivit pour elle Mômo precoce.
En 1958 à Paris est créée, grâce aux fonds de la famille Tinoco, l'Académie internationale de Piano Magda Tagliaferro. Parmi ses assistantes et professeurs attitrés figurent d'anciennes élèves telles qu'Isabel Tinoco, Claudine Perretti, Sylvia Tuxen-Bang ou Josette Chossat. Parmi ses principaux élèves on compte Pnina Salzman, Wladislaw Kedra, Jeanne Demessieux, Flavio Varani, Caio Pagano, Gilberto Tinetti, Oriano de Almeida, Daisy de Luca, Jorge Luis Prats, Enrique Pérez de Guzman, Cristina Ortiz, Raul Sosa, James Tocco, Lycia de Biase Bidart, Pía Sebastiani et Alain Bernheim.

## Discographie sélective
- Concerto pour piano nº1 de Reynaldo Hahn sous la direction du compositeur EMI
- Pièces pour piano de Debussy, Emmanuel Chabrier, Déodat de Séverac, EFM
- Pièces pour piano d'Heitor Villa-Lobos, EMI
- The Complete 78-rpm solo and concerto recordings. Œuvres de Fauré, Hahn, Saint-Saëns, Debussy, Mozart, Chopin… (enregistrements de 1928 à 1954). 3 CD APR 2021. Diapason d’or